# 奥地利龙属
奥地利龙属（学名：Austriadraco）是翼龙目的一个属，生存于晚三叠世（距今2.17至2.13亿的诺利阶）期间的今奥地利一带。其唯一物种达氏奥地利龙（Austriadraco dallavecchiai）曾被归入真双型齿龙，与之最为近缘的属可能是真双型齿翼龙和北极翼龙。

## 发现
1994年，伯恩德·拉默瑞尔（Bernd Lammerer）在蒂罗尔州塞费尔德附近一条通往赖特峰海拔1600米山路上发现一具翼龙骨骼，地点位于Reither Joch-Alm附近。遗骸嵌于五块石板上，分几次被搬走。2003年，彼得·韦尔恩霍费尔（Peter Wellnhofer）将化石鉴定为真双型齿翼龙标本并归入兰氏真双型齿龙近似种。由于其长度较后者正模标本短10%到25%，韦尔恩霍费尔视之为幼年个体。同年，法比奥·马克·达拉维奇亚（Fabio Marco Dalla Vecchia）就将其归入兰氏真双型齿翼龙提出质疑，并认为其代表真双型齿翼龙的一个独立物种。2009年，达拉维奇亚得出结论称，此标本既非幼年真双型齿翼龙也不与真双型齿翼龙近缘。
2015年，亚历山大·克尔纳（Alexander Kellner）命名了独立的奥地利龙属，模式种是达氏奥地利龙（Austriadraco dallavecchiai）。属名组合拉丁语单词Austria及draco（龙）。种名致敬达拉维奇亚。属种的生命科学标识码分别为120B3003-6DE3-41B4-AF6B-6F242FB2A777及6E123721-07EA-419CB755-9981CC7D9209。
正模标本BSP 1994 I 51发现于晚诺利阶塞菲尔德组的一层中，由含有颅骨的部分脱节骨骼组成，包括两个额骨、一个左颧骨、下颌骨、孤立的牙齿、颈椎、背椎和尾椎、肩带、两个肱骨、第一翼指骨、骨盆、一个胫骨及腓骨。融合的额骨于2003年被韦尔恩霍费尔错误鉴定为胸骨。部分骨骼仅作为印模保存下来，且有许多破碎不堪。这些化石是慕尼黑国立巴伐利亚古生物暨地史学馆（Bayerische Staatssammlung für Paläontologie und historische Geologie）藏品的一部分。

## 描述
达氏奥地利龙是个小型物种。肱骨长约四厘米。克尔纳于2015年发表数项鉴别特征，其中部分为自衍征。额骨前枝较短。颧骨在上颌骨及鼻骨方向上有一个指向前方的短枝，并有一条长而窄且指向上方的分枝向眶后骨延伸。下颌骨外后侧存在一处小孔即下颌孔。隅骨冠突低矮。肩胛刃比喙骨长62%。
此外，还有一个由本身不独特的特征构成的独特组合。喙骨宽阔，拥有狭窄骨轴。骨盆的坐耻板即耻骨与坐骨融合成的骨头很宽。胫骨较长，长度为57.7毫米，达到肱骨长度的70%、第四翼指第一节翼指骨长度的92%。

## 分类
根据达拉维奇亚的分析，奥地利龙很可能处于翼龙目中非常基干的位置。克尔纳认为其亲缘关系不明，并将奥地利龙置入独立的未定义演化支奥地利龙科。克尔纳提出其与北极翼龙近缘，因为两个分类单元皆有短喙骨特征。2020年，马修·巴伦（Matthew G. Baron）一项有关早期翼龙类相互关系的研究发现奥地利龙与卡尼亚翼龙及莱提亚翼龙共同组成类群，奥地利龙科则相应位于称作空枝翼龙科的演化支内。